# Llíria
Llíria (em valenciano e oficialmente) ou Liria (em castelhano) é um município da Espanha na província de Valência, Comunidade Valenciana. Tem 228 km² de área e em 2021 tinha 23 648 habitantes (densidade: 103,7 hab./km²).

## Demografia
| Variação demográfica do município entre 1991 e 2004[carece de fontes?] | Variação demográfica do município entre 1991 e 2004[carece de fontes?] | Variação demográfica do município entre 1991 e 2004[carece de fontes?] | Variação demográfica do município entre 1991 e 2004[carece de fontes?] |
| ---------------------------------------------------------------------- | ---------------------------------------------------------------------- | ---------------------------------------------------------------------- | ---------------------------------------------------------------------- |
| 1991                                                                   | 1996                                                                   | 2001                                                                   | 2004                                                                   |
| 13599                                                                  | 15550                                                                  | 17211                                                                  | 19172                                                                  |